# نوردنهام
نوردنهايم (بالألمانية: Nordenham) هي بلدة ألمانية تقع في ألمانيا في Wesermarsch. يقدر عدد سكانها بـ 27,409 نسمة .

## المدن التوأمة
مدن سان إتيان دو روفراي، اشوينواويشتشه و Peterlee هي مدن توأمة لـنوردنهايم.

## أعلام
- يورغن ريغر